# Likowrisi
Likowrisi (gr. Λυκόβρυση od λύκο(ς) likos = wilk oraz βρύση wrisi = źródło) – miejscowość w Grecji, w administracji zdecentralizowanej Attyka, w regionie Attyka, w jednostce regionalnej Ateny-Sektor Północny, w gminie Likowrisi-Pefki. W 2011 roku liczyła 9738 mieszkańców. Położona w granicach Wielkich Aten.